# Nykøbing Sj. Kirke
Nykøbing Sjælland Kirke er en kirke fra 1225 i Nykøbing Sjælland.